# Lista de Estados monárquicos atuais

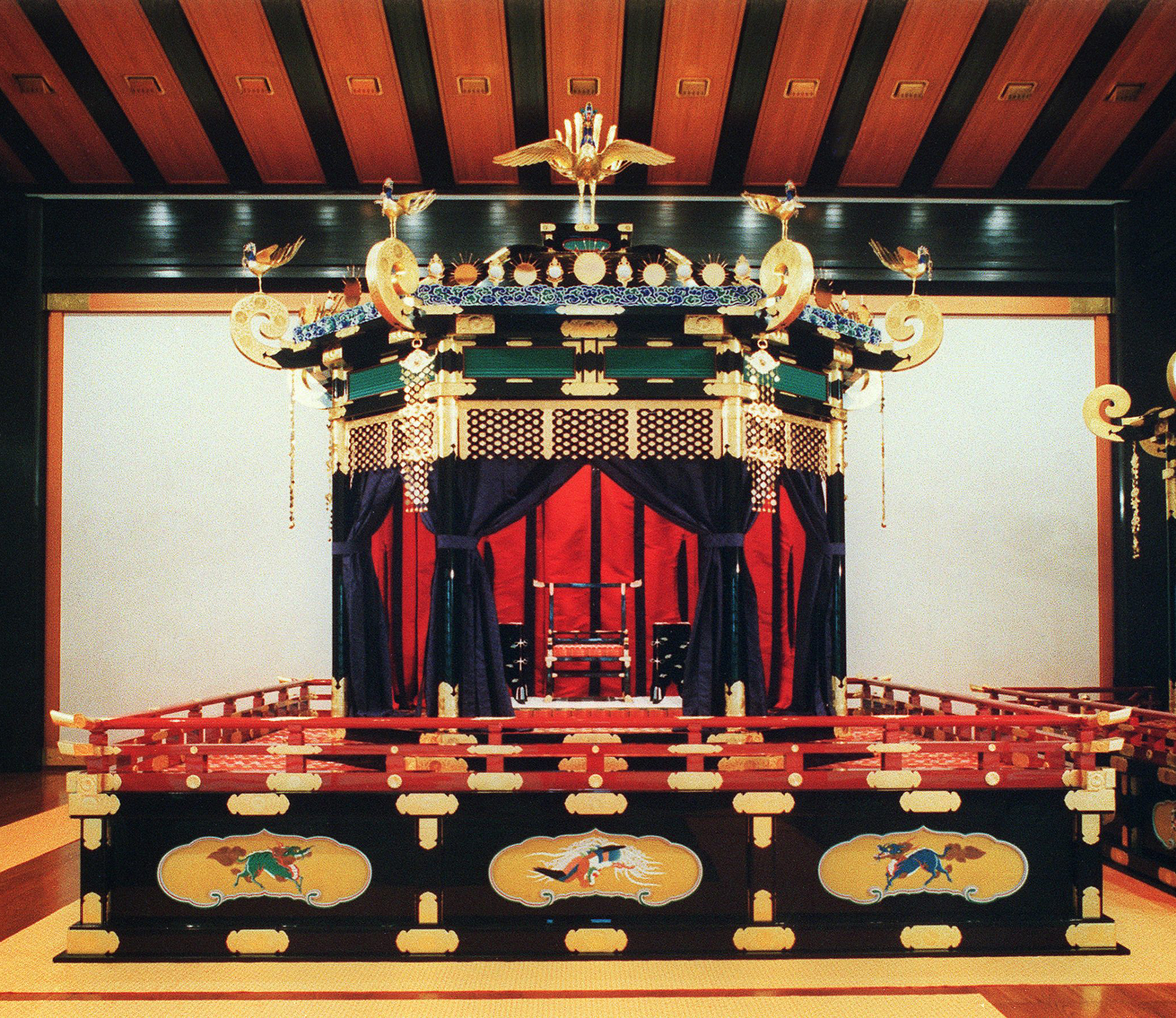
O Japão é a mais antiga monarquia hereditária do mundo, sendo também a única monarquia moderna denominada "Império".

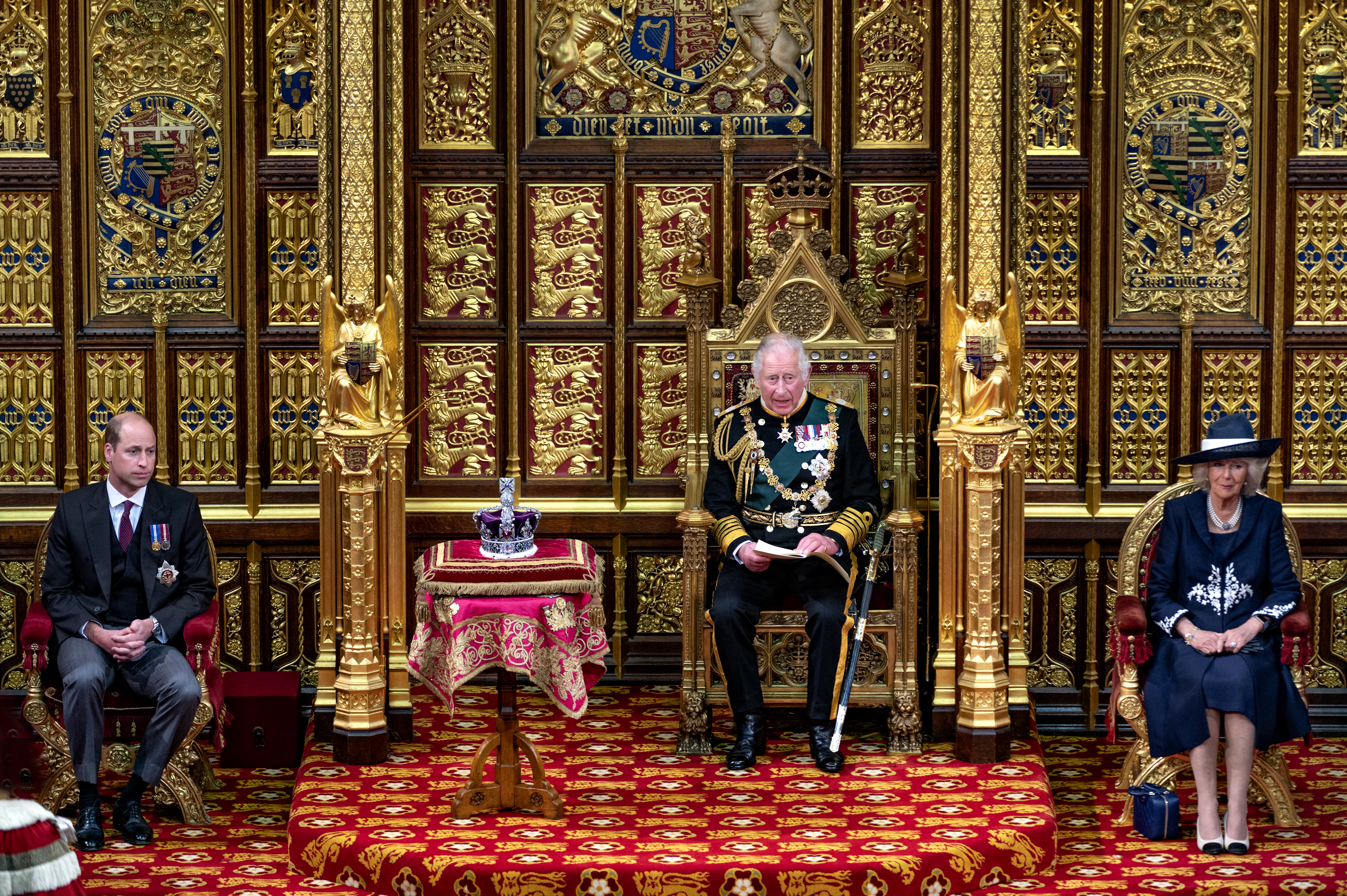
A Monarquia britânica, em sua conjuntura presente desde o século XVII, contempla um sistema de união pessoal com outros diversos reinos reminiscentes do Império Britânico.

Dos 206 Estados soberanos atualmente em todo o mundo, 43 Estados são regidos por um sistema monárquico. A monarquia é uma forma de governo caracterizada pela sucessão hereditária ou eletiva de seu soberano que, por sua vez, governa de sua ascensão até à sua morte ou abdicação. Na conjuntura política contemporânea, a maioria dos Estados monárquicos derivam de antigas monarquias absolutas combinadas com o sistema parlamentarista ou constitucional, em que os poderes do soberano são limitados ou estão correlacionados com outras instituições de Estado. No entanto, há ainda algumas poucas monarquias absolutas ou governos mistos (em que as relações de poder entre o soberano e outros poderes é intercalada).
A maioria dos Estados monárquicos atuais são denominados "reino", enquanto alguns outros são definidos como "emirado", "sultanato" e "principado". O Japão é a única monarquia presente que constitui um "Império" (no sentido legal e não territorial) enquanto Luxemburgo é a única monarquia denominada "Grão-Ducado". Consequentemente, os títulos de seus respectivos soberanos também se distinguem do habitual "rei/rainha"; o Japão sendo governado pelo Imperador e Luxemburgo pelo Grão-Duque. O soberano dos Emirados Árabes Unidos recebe o título de Presidente, algo sem precedentes em toda a história das monarquias; enquanto o soberano da Cidade do Vaticano é intitulado Papa e Bispo de Roma (entre outras titulações). 
A monarquia britânica, apesar de relativamente recente por ter surgido em seu formato atual já na Idade Moderna, constitui o mais amplo sistema monárquico em vigor uma vez que o monarca britânico é reconhecido como soberano de outras 15 nações, os reinos da Commonwealth. Entretanto, o sistema monárquico de cada um destes países reserva particularidades locais em relação ao Reino Unido. Por outro lado, grande parte das monarquias na África e na Ásia são Estados que em dado período histórico estiveram sob domínio britânico, conquistando posteriormente sua independência política e restabelecendo eventualmente suas antigas casas dinásticas.
O governo monárquico têm sido alvo de constantes debates políticos e insurgências em diversas regiões do globo ao longo da história moderna e contemporânea. Isto levou eventualmente à extinção ou reforma da monarquia em vários países. Entretanto, grande parte das presentes monarquias governam nações de grande protagonismo no cenário internacional e gozam de positivos níveis de aprovação e reconhecimento por seus respectivos súditos. Das 44 monarquias atuais: 8 são membros da OTAN (Bélgica, Canadá, Dinamarca, Espanha, Luxemburgo, Noruega e Reino Unido); 5 são membros do G20 (Austrália, Arábia Saudita, Canadá, Japão e Reino Unido); 3 são membros do G7 (Canadá, Japão e Reino Unido) e o Reino Unido é membro permanente do Conselho de Segurança das Nações Unidas.
Quatro monarquias atuais possuem mulheres em sua linha direta de sucessão como herdeira aparente ou presuntiva: Bélgica, Espanha, Países Baixos e Suécia.

## Tipos de monarquias atuais

Monarquia absoluta
Monarquia semiconstitucional
Monarquia constitucional
Reinos da Commonwealth (monarquias constitucionais em união pessoal)
Monarquias sub-nacionais

As monarquias soberanas atuais podem ser categorizadas em distintos grupos segundo sua estrutura e sistema local. 
- Reinos da Commonwealth: São 15 estados monárquicos que derivam de antigas colônias do Império Britânico e, ainda que independentes, reconhecem o monarca britânico como seu soberano e chefe de Estado. Ao contrário de outros países da Commonwealth que são repúblicas ou possuem casas dinásticas distintas, todos estes reinos são monarquias constitucionais em que o monarca soberano possui poderes limitados ou incumbências amplamente cerimoniais.

- Monarquias europeias: A maioria dos Estados monárquicos estão localizados na Europa, descendendo de nações que há séculos protagonizam as relações de poder e política em todo o globo. Além do Reino Unido, Andorra, Bélgica, Dinamarca, Espanha, Luxemburgo, Países Baixos, Noruega e Suécia são monarquias constitucionais em que o soberano goza de poderes limitados e cerimoniais. Por outro lado, Liechtenstein e Mônaco são monarquias constitucionais em que o soberano detém poderes amplamente absolutos. O Príncipe de Liechtenstein tem o poder de vetar qualquer lei aprovada pelo Landtag (parlamento) e nomear ou afastar membros do governo. Em contrapartida, a população pode convocar um referendo para eventualmente encerrar seu reinado. Já o Príncipe de Mônaco tem o poder de nomear diretamente o Conselho de Estado do país.

- Monarquias islâmicas: Arábia Saudita, Barém, Brunei, Catar, Emirados Árabes Unidos, Malásia, Jordânia, Kuwait, Marrocos e Omã são Estados confessionais em que a religião islâmica influencia ou determina basicamente todos os aspectos políticos. Nem todos estes países constituem monarquias absolutas, porém os soberanos islâmicos em geral gozam de amplos poderes políticos. Destes reinos, Arábia Saudita, Brunei, Catar e Omã são autoproclamados monarquias absolutas enquanto Barém e Kuwait são estruturados em monarquias mistas.

- Monarquias asiáticas: Butão, Camboja, Japão e Tailândia são Estados monárquicos do continente asiático que possuem um sistema constitucional, em que o soberano possui poderes limitados. A monarquia tailandesa foi reformada para o sistema constitucional em 1932, enquanto o Butão aderiu a esta estrutura de poder somente em 2008. O Camboja obteve sua independência do Império Francês em 1953 e tornou-se uma república em 1979 com a ascensão do Khmer Vermelho e teve sua monarquia restaurada em 1993.

- Monarquias atípicas: Cinco Estados monárquicos não se enquadram em nenhum dos grupos anteriores em virtude de sua geografia ou estrutura histórica e política. Tonga na Polinésia; Essuatíni e Lesoto na África; e a Ordem Soberana e Militar de Malta e o Vaticano na Europa. Destas monarquias, Lesoto e Tonga são monarquias constitucionais, enquanto Essuatíni e Vaticano são monarquias absolutas. O Reino de Essuatíni é considerado amplamente uma diarquia uma vez que o rei compartilha o governo com sua mãe. O Papa é o soberano absoluto da Cidade do Vaticano em virtude de sua condição como líder da Igreja Católica Romana e Bispo de Roma, sendo eleito por um grupo restrito de cardeais após a morte ou abdicação de seu antecessor.

## Estados monárquicos

### Monarquias soberanas
A seguinte lista inclui 43 monarquias, das quais 42 são reconhecidas como Estados independentes pela Organização das Nações Unidas. O Vaticano também está incluído, note-se que é um sujeito de direito internacional, mesmo não sendo membro da ONU (mas dispõe de um assento permanente como observador). Por conseguinte, cerca de 23,3% dos estados independentes são hoje reconhecidos como monarquias. A lista das monarquias independentes e soberanas atuais compreende os seguintes países:

a. Estado: Nome oficial por extenso do Estado monárquico. Em negrito consta o nome comum do país em língua portuguesa.

b. Título do soberano: Título que recebe o monarca soberano no Estado em questão.

c. Região: Região da Terra na qual está localizada o Estado monárquico.
 
d. Capital: A capital nacional do Estado monárquico.
 
e. Formação: Ano de formação do Estado monárquico sob seu sistema de governo atual.

f. Tipo de monarquia: Sistema de governo que rege o Estado monárquico. 

| Estado                                                                                                | Título do soberano                  | Região  | Capital             | Formação | Tipo de monarquia                      |
| --- | ----------------------------------- | ------- | ------------------- | -------- | -------------------------------------- |
| Principado de Andorra (Principat d'Andorra)                                                           | Copríncipe                          | Europa  | Andorra-a-Velha     | 1278     | Constitucional (Conselho Geral)        |
| Antígua e Barbuda (Antigua and Barbuda)                                                               | Rei                                 | América | São João            | 1981     | Constitucional (Parlamento)            |
| Reino da Arábia Saudita (Al-Mamlaka al-`Arabiyya as-Sa`ūdiyya)                                        | Rei                                 | Ásia    | Riade               | 1926     | Absoluta                               |
| Comunidade da Austrália (Commonwealth of Australia)                                                   | Rei                                 | Oceania | Canberra            | 1901     | Constitucional (Parlamento)            |
| Comunidade das Bahamas (Commonwealth of The Bahamas)                                                  | Rei                                 | América | Nassau              | 1973     | Constitucional (Parlamento)            |
| Reino do Barém (Mamlakat al-Baḥrayn)                                                                  | Rei                                 | Ásia    | Manama              | 1971     | Constitucional                         |
| Reino da Bélgica (Koninkrijk België)                                                                  | Rei                                 | Europa  | Bruxelas            | 1830     | Constitucional (Parlamento)            |
| Belize                                                                                                | Rei                                 | América | Belmopan            | 1981     | Constitucional (Parlamento)            |
| Estado de Brunei Darussalam (Negara Brunei Darussalam)                                                | Sultão                              | Ásia    | Bandar Seri Begawan | 1984     | Absoluta                               |
| Reino do Butão (Druk Gyal Khap)                                                                       | Rei Druk Gyalpo                     | Ásia    | Thimbu              | 1830     | Constitucional (Parlamento)            |
| Reino do Camboja (Preăh Réachéanachâk Kâmpŭchéa)                                                      | Rei                                 | Ásia    | Phnom Penh          | 1953     | Constitucional (Parlamento)            |
| Canadá (Canada)                                                                                       | Rei                                 | América | Ottawa              | 1867     | Constitucional (Parlamento)            |
| Estado do Catar (Dawlat Qaṭar)                                                                        | Emir                                | Ásia    | Doha                | 1850     | Absoluta                               |
| Reino da Dinamarca (Kongeriget Danmark)                                                               | Rei                                 | Europa  | Copenhaga           | 1849     | Constitucional (Folketinge)            |
| Emirados Árabes Unidos (Dawlat al-Imārāt)                                                             | Presidente                          | Ásia    | Abu Dhabi           | 1971     | Federal                                |
| Reino de Espanha (Reino de España)                                                                    | Rei                                 | Europa  | Madrid              | 1479     | Constitucional (Cortes Gerais)         |
| Granada (Grenada)                                                                                     | Rei                                 | América | São Jorge           | 1974     | Constitucional                         |
| Ilhas Salomão (Solomon Islands)                                                                       | Rei                                 | Oceania | Honiara             | 1978     | Constitucional                         |
| Jamaica (Jamaica)                                                                                     | Rei                                 | América | Kingston            | 1962     | Constitucional                         |
| Japão (Nippon-koku)                                                                                   | Imperador                           | Ásia    | Tóquio              | 1868     | Constitucional (Dieta Nacional)        |
| Reino Haxemita da Jordânia (Al-Mamlakah Al-Urdunnīyah)                                                | Rei                                 | Ásia    | Amã                 | 1946     | Mista                                  |
| Estado do Kuwait (Dawlat al-Kuwayt)                                                                   | Emir                                | Ásia    | Cidade do Kuwait    | 1966     | Mista                                  |
| Reino do Lesoto (Muso oa Lesotho)                                                                     | Rei                                 | África  | Maseru              | 1966     | Constitucional                         |
| Principado do Liechtenstein (Fürstentum Liechtenstein)                                                | Príncipe-Soberano                   | Europa  | Vaduz               | 1866     | Constitucional (Landtag)               |
| Grão-Ducado do Luxemburgo (Groussherzogtum Lëtzebuerg)                                                | Grão-Duque                          | Europa  | Luxemburgo          | 1890     | Constitucional (Câmara dos Deputados)  |
| Malásia (Malaysia)                                                                                    | Líder Supremo Yang di-Pertuan Agong | Ásia    | Kuala Lumpur        | 1957     | Eletiva                                |
| Reino de Marrocos (Al-Mamlaka al-Maḡribiyya)                                                          | Rei                                 | África  | Rabate              | 1956     | Constitucional (Parlamento)            |
| Principado de Mônaco (Principatu de Mu̍negu)                                                           | Príncipe-Soberano                   | Europa  | Monaco-Ville        | 1160     | Mista (Conselho Nacional)              |
| Reino da Noruega (Kongeriket Norge)                                                                   | Rei                                 | Europa  | Oslo                | 872      | Constitucional (Storting)              |
| Nova Zelândia (New Zealand)                                                                           | Rei                                 | Oceania | Wellington          | 1840     | Constitucional (Parlamento)            |
| Sultanato de Omã (Saltānat 'Umān)                                                                     | Sultão                              | Ásia    | Mascate             | 1744     | Absoluta                               |
| Reino dos Países Baixos (Koninkrijk der Nederlanden)                                                  | Rei                                 | Europa  | Amsterdão           | 1815     | Constitucional (Estados Gerais)        |
| Estado Independente da Papua-Nova Guiné (Independent State of Papua New Guinea)                       | Rei                                 | Oceania | Porto Moresby       | 1975     | Constitucional                         |
| Reino Unido da Grã-Bretanha e Irlanda do Norte (United Kingdom of Great Britain and Northern Ireland) | Rei                                 | Europa  | Londres             | 1706     | Constitucional (Parlamento)            |
| Santa Lúcia (Saint Lucia)                                                                             | Rei                                 | América | Castries            | 1979     | Constitucional                         |
| Federação de São Cristóvão e Névis (Federation of Saint Kitts and Nevis)                              | Rei                                 | América | Basseterre          | 1983     | Constitucional                         |
| São Vicente e Granadinas (Saint Vincent and the Grenadines)                                           | Rei                                 | América | Kingstown           | 1979     | Constitucional                         |
| Reino da Suécia (Konungariket Sverige)                                                                | Rei                                 | Europa  | Estocolmo           | 1809     | Constitucional (Riksdagen)             |
| Reino da Tailândia (Ratcha Anachak Thai)                                                              | Rei                                 | Ásia    | Banguecoque         | 1238     | Constitucional (Assembleia Nacional)   |
| Reino de Tonga (Pule'anga Fakatu'i 'o Tonga)                                                          | Rei                                 | Oceania | Nucualofa           | 1845     | Constitucional                         |
| Tuvalu                                                                                                | Rei                                 | Oceania | Funafuti            | 1978     | Constitucional                         |
| Estado da Cidade do Vaticano (Status Civitatis Vaticanæ)                                              | Papa                                | Europa  | Cidade do Vaticano  | 1929     | Absoluta eletiva (Pontifícia Comissão) |

### Monarquias subnacionais
Para além das monarquias já enumeradas, as seguintes são monarquias situadas dentro de Estados reconhecidos.
|                | Entidade subnacional | Título do Monarca   | Atual Monarca                   |                         | Soberania              | Referências |
| -------------- | -------------------- | ------------------- | ------------------------------- | ----------------------- | ---------------------- | ----------- |
|                | Abu Dabi             | Emir                | Mohammed bin Zayed Al Nahyan    | =Emirados Árabes Unidos | Emirados Árabes Unidos |             |
|                | Ajman                | Emir                | Humaid bin Rashid Al Nuaimi III | =Emirados Árabes Unidos | Emirados Árabes Unidos |             |
| Togo           | Anufu                | "Soma"              | Na Bema                         | Togo                    | Togo                   |             |
|                | Axânti               | Rei ("Asantehene")  | Otumfuo Tutu II                 | Gana                    | Gana                   |             |
| Camarões       | Bafute               | "Fons"              | Abumbi II                       | Camarões                | Camarões               |             |
|                | Buganda              | Rei ("Cabaca")      | Muenda Mutebi II                | Uganda                  | Uganda                 |             |
|                | Bunioro              | "Omucama"           | Iguru I                         | Uganda                  | Uganda                 |             |
|                | Busoga               | "Kyabazinga"        | Nadiope IV                      | Uganda                  | Uganda                 |             |
|                | Dubai                | Emir                | Mohammed bin Rashid Al Maktoum  | =Emirados Árabes Unidos | Emirados Árabes Unidos |             |
|                | Fujeira              | Emir                | Hamad bin Mohammed Al Sharqi    | =Emirados Árabes Unidos | Emirados Árabes Unidos |             |
|                | Godenu               | Togbe               | Osei III                        | Gana                    | Gana                   |             |
|                | Hiderabade           | Nizã                | Assafe Já IX                    | Índia                   | Índia                  |             |
| Indonésia      | Jogjacarta           | Sultão              | Hamengkubuwono X                | Indonésia               | Indonésia              |             |
|                | Johor                | Sultão              | Mahmud Iskandar Al-Haj          | Malásia                 | Malásia                |             |
|                | Kelantan             | Sultão              | Muhammad V                      | Malásia                 | Malásia                |             |
| Togo           | Kotokolien           | Chefe ("Uro Eso")   | Yusuf Ayeva                     | Togo                    | Togo                   |             |
|                | Império Māori        | Rei                 | Tuheitia Paki                   | Nova Zelândia           | Nova Zelândia          |             |
|                | Mustangue            | Rajá ("Gyelpo")     | Jigme Palbar Bista              | Nepal                   | Nepal                  |             |
|                | Negeri Sembilan      | Sultão              | Mizan Zainal Abidin             | Malásia                 | Malásia                |             |
|                | Pahang               | Sultão              | Adbullah                        | Malásia                 | Malásia                | [ 22 ]      |
|                | Perak                | Sultão              | Azlan Shah                      | Malásia                 | Malásia                |             |
|                | Perlis               | Rajá                | Tuanku Syed Sirajuddin          | Malásia                 | Malásia                | [ 23 ]      |
|                | Quedá                | Sultão              | Sallehuddin                     | Malásia                 | Malásia                | [ 24 ]      |
|                | Ras al-Khaimah       | Emir                | Saud bin Saqr Al Qasimi         | =Emirados Árabes Unidos | Emirados Árabes Unidos |             |
|                | Reino Sanui          | Amon                | Amon N'Douffou V                | Costa do Marfim         | Costa do Marfim        |             |
|                | Xarja                | Emir                | Sultan bin Mohammed Al-Qasimi   | =Emirados Árabes Unidos | Emirados Árabes Unidos |             |
|                | Selangor             | Sultão              | Sharafuddin Idris Shah          | Malásia                 | Malásia                |             |
| França         | Sigave               | Rei, Chefe ("Tu'i") | Visesio Moeliku                 | França                  | França                 |             |
| Burquina Fasso | Tencodogo            | "Naaba"             | Tigre I de Tencodogo            | Burquina Fasso          | Burkina Faso           |             |
|                | Terenganu            | Sultão              | Mizan Zainal Abidin             | Malásia                 | Malásia                |             |
|                | Tibete               | Dalai Lama          | Tenzin Gyatso                   | China                   | China                  |             |
|                | Toro                 | "Omukama"           | Rukidi IV de Toro               | Uganda                  | Uganda                 |             |
| França         | Tu'a                 | Rei ("Tu'i")        | Soane Patita Maituku            | França                  | França                 |             |
|                | Umm al Qaywayn       | Emir                | Saud bin Rashid Al Mualla       | =Emirados Árabes Unidos | Emirados Árabes Unidos |             |
| França         | Uvea                 | Rei ("Tu'i")        | Tomasi Kulimoetoke II de Uvea   | França                  | França                 |             |
| Burquina Fasso | Uogodogo             | "Naaba"             | Baongo II                       | Burquina Fasso          | Burkina Faso           |             |
|                | Yungas               | Rei                 | Julio Pinedo                    | Bolívia                 | Bolívia                | [ 25 ]      |
|                | Zululândia           | Rei                 | vacante                         | África do Sul           | África do Sul          |             |